# Грустыня
Грустыня — упразднённая деревня на территории Любанского городского поселения Тосненского района Ленинградской области.

## История
Впервые деревня упоминается в 1568 году в писцовой книге Водской пятины в Ильинском Тигодском погосте Новгородского уезда.
В переписи 1710 года в Ильинском Тигодском погосте также записана деревня Грустыня.
Деревня Грустыня обозначена на специальной карте западной части России Ф. Ф. Шуберта 1844 года.

ГРУСТЫНЯ — деревня Грустыньского сельского общества, прихода села Пельгоры, при ручье Жерновке.

Дворов крестьянских — 22. Строений — 102, в том числе жилых — 89. Ветряная мельница.

Число жителей по семейным спискам 1879 г.: 51 м. п., 55 ж. п.; по приходским сведениям 1879 г.: 49 м. п., 50 ж. п.

ГРУСТЫНЬ — колония Тигодо-Курляндского сельского общества, населена курляндцами.

Строений — 16, в том числе жилых — 7. Число жителей по приходским сведениям 1879 г.: 17 м. п., 16 ж. п. (1884 год)

По сведениям 1893 года:
- Деревня Грустыня (быв. Л. В. Пистолькорс) 10 надельных хозяйств, где проживает 25 мужчин (17 работников), 21 женщина (19 работниц). Сверх того, безземельное 1 хозяйство (1 м. и 1 ж.). Скот: 8 лошадей рабочих, 3 нерабочих, 10 коров, 1 теленок, 10 овец.
- Деревня Грустыня (бывш. Тучковой) 15 надельных хозяйств, где проживает 39 мужчин (19 работников) и 36 женщин (19 работниц). Скот: 9 лошадей рабочих, 20 коров, 1 телка/бычок, 1 теленок, 17 овец.
- Посёлок Грустынь — проживают курляндцы. Надельных хозяйств 6, где проживает 9 мужчин (7 работников), 8 женщин (7 работниц), владеют 229,5 дес. 2 хозяйства арендует землю. Скот: 7 рабочих лошадей, 2 нерабочих, 17 коров, 3 телки и бычка, 2 телят и 10 овец[5].

В конце XIX — начале XX века деревня административно относилась к Пельгорской волости 1-го стана 1-го земского участка Новгородского уезда Новгородской губернии.

ГРУСТЫНЯ — деревня Грустынского сельского общества, дворов — 21, жилых домов — 21, число жителей: 60 м. п., 59 ж. п. 

Занятия жителей — земледелие, отхожие промыслы. Хлебозапасный магазин. (1907 год)

Согласно военно-топографической карте Петроградской и Новгородской губерний издания 1917 года деревня насчитывала 17 крестьянских дворов.
С 1917 по 1927 год деревня входила в состав Любанской волости Новгородского уезда.
С 1927 года в составе Пельгорского сельсовета Любанского района.
С 1930 года в составе Тосненского района.
В справочнике 1933 года название деревни — Грустная, она входила в состав Пельгорского сельсовета Тосненского района.

План деревни Грустыня. 1937 год

Согласно топографической карте 1937 года деревня насчитывала 14 крестьянских дворов.
На 1 января 1939 года в деревне Грустыня также числилось 14 дворов
В начале 1943 года в этих местах проходила Красноборско-Смердынская операция — попытка снятия блокады Ленинграда. Деревня была уничтожена в ходе военных действий.

## География
Деревня была расположена в восточной части района к югу от автодороги 41К-172 (Смердыня — Липки), к юго-востоку от деревни Рамцы у истока ручья Жерновка.